# Amaya (krater)
Amaya är en nedslagskrater med en diameter på ungefär 34 kilometer, på planeten Venus. Amaya har fått sitt namn efter dansaren Carmen Amaya.